# Jamaica Tallawahs
Die Jamaica Tallawahs (Tallawah: jamaikanisches Englisch für 'stark' oder 'nicht zu unterschätzen') sind ein T20-Cricketteam aus Jamaika. Das Team wurde 2013 gegründet und spielt in der Caribbean Premier League. Das Heimatstadion ist das Sabina Park in Kingston auf Jamaika. Das Team konnte die CPL 2013 und 2016 gewinnen.

## Abschneiden in der CPL
| Jahr | Spiele | Siege | Niederlagen | No Result | Endplatzierung (Vorrunde) |
| ---- | ------ | ----- | ----------- | --------- | ------------------------- |
| 2013 | 7      | 5     | 2           | 0         | Sieger (2/6)              |
| 2014 | 9      | 6     | 3           | 0         | Halbfinale (4/6)          |
| 2015 | 10     | 4     | 5           | 1         | Viertelfinale (4/6)       |
| 2016 | 10     | 6     | 3           | 1         | Sieger (2/6)              |
| 2017 | 10     | 6     | 4           | 0         | Halbfinale (3/6)          |
| 2018 | 10     | 6     | 4           | 0         | Viertelfinale (3/6)       |
| 2019 | 10     | 2     | 8           | 0         | Vorrunde (6/6)            |
| 2020 | 10     | 3     | 6           | 1         | Halbfinale (4/6)          |